# Sympetrum nigrifemur
Sympetrum nigrifemur – gatunek ważki z rodziny ważkowatych.

## Taksonomia
Zastanawiano się, czy opisywany tu gatunek nie stanowi podgatunku szablaka podobnego (Sympetrum striolatum).

## Występowanie i status
Gatunek ten jest endemitem. Występuje jedynie na Maderze (Portugalia) i Wyspach Kanaryjskich (Hiszpania). Wedle danych z 2009 występuje tam bardzo licznie. Jednakże całkowita liczebność populacji obniża się. Siedlisko tej ważki stanowią wody płynące, rzadziej stojące. Wśród zagrożeń wymienić można jedynie turystykę wiążącą się z użytkowaniem wód. Obecnie gatunek nie wymaga żadnych działań ochronnych.